# 國防軍 (敘利亞)
國防軍（阿拉伯语：قوات الدفاع الوطني）是叙利亚一支親政府的民兵部隊，在2012年夏天之後成立。敘利亞政府在叙利亚内战期間組建了該支民兵，由自願加入的民眾組成。
敘利亞政府向國防軍成員發放薪金和提供武器裝備。
2015年的報道指國防軍的人數有9万至10万人。